# Deutscher Jiu Jitsu Bund
Der Deutsche Jiu Jitsu Bund e. V. (DJJB) ist ein Verband mit dem Ziel, die japanische Selbstverteidigung Jiu Jitsu zu verbreiten und zu pflegen. Als Dachverband vereinigt er Landesverbände mit ihren Jiu-Jitsu-Schulen und -Vereinen unter der Direktion internationaler Lehrer des Jiu Jitsu. Sitz des Verbandes ist Mülheim an der Ruhr.

## Geschichte

Kanji 独柔術連盟 mit der Bedeutung Deutscher Jiu Jitsu Bund

Unter der kampfkunsttechnischen und geistigen Führung des Großmeisters Hans-Gert Niederstein (Ehrentitel Hanshi, 10. Dan Jiu Jitsu und 2. Dan Judo) wurde im Januar 1975 der Deutsche Jiu Jitsu Bund e. V. von Mitgliedern der Korporation Internationaler Danträger e. V. (KID) gegründet.
Hans-Gert Niederstein wurde erster Präsident und blieb es bis zu seinem Tod im Jahr 1985. Testamentarisch bestimmte er Dieter Lösgen (Ehrentitel Hanshi, 10. Dan Jiu Jitsu und 1. Dan Judo) als seinen Nachfolger auf Lebenszeit. Im Kreise der Danträger der KID übergab Dieter Lösgen im Jahr 2018 aus Altersgründen seine Ämter an Josef Djakovic (Ehrentitel Hanshi, 9. Dan Jiu Jitsu und 2. Dan Jiudo), der bis dahin die Position des Vorsitzenden innehatte. Im gleichen Rahmen wurde Dieter Lösgen zum Ehrenpräsidenten des DJJB und der KID ernannt. Seit Januar 2018 ist Josef Djakovic sowohl Präsident des DJJB und der KID als auch Bundestrainer. Im Jahr 2020 wurde Denis Heinrich zum neuen Vorsitzenden von DJJB und KID gewählt.

### Präsidenten
- Hans-Gert Niederstein (1975 – 1985)
- Dieter Lösgen (1985 – 2018)
- Josef Djakovic (2018 – heute)

### Bundestrainer
- Dieter Lösgen (1980 – 2018)
- Josef Djakovic (2018 – heute)

## Struktur des Bundes
Der DJJB mit seinen vier Landesverbänden ist eine Unterorganisation der Korporation Internationaler Danträger und unterliegt somit den fachsportlichen richtungsweisenden Vorgaben der KID. Der Bund ist frei von frei von parteipolitischen, konfessionellen, religiösen oder rassistischen Tendenzen. Alle Funktionsträger des Bundes arbeiten ehrenamtlich. Der Präsident des Bundes, Josef Djakovic, erfüllt zugleich die Funktion des Bundestrainers des fachsporttechnischen Bereichs.
Auf internationaler Ebene ist der Deutsche Jiu Jitsu Bund Mitglied im Weltverband United Nations of Ju-Jitsu (UNJJ) als Vertreter der Bundesrepublik Deutschland.

### Vorstand
- Ehrenpräsident: Dieter Lösgen (Ehrentitel Hanshi, 10. Dan Jiu Jitsu und 1. Dan Judo)[1]
- Präsident: Josef Djakovic (Ehrentitel Hanshi, 9. Dan Jiu Jitsu und 2. Dan Jiudo)[2]
- Vorsitzender: Denis Heinrich (4. Dan Jiu Jitsu)[3]
- Stellvertretender Vorsitzender: Harald Westrich (Ehrentitel Renshi, 7. Dan Jiu Jitsu)[4]
- Schatzmeister: Frank Reichelt (Ehrentitel Renshi, 6. Dan Jiu Jitsu)[5]

### Bundestrainer
- Josef Djakovic

### Landesverbände
- Landesverband Nordrhein-Westfalen
- Landesverband Rheinland-Pfalz
- Landesverband Bayern
- Landesvertretung Baden-Württemberg
- Landesvertretung Niedersachsen

## Bedeutung der Kanji
Die Kanji 独柔術連盟 auf dem Wappen des Deutschen Jiu Jitsu Bundes haben folgende Bedeutung und Aussprache:
- das Kanji 独 wird Doku gesprochen und hat die Bedeutung "Deutschland",
- die Kanji 柔術 werden Jūjūtsu gesprochen und haben die Bedeutung „Jiu Jitsu“ bzw. „Sanfte Kunst“ und
- die Kanji 連盟 werden Renmei gesprochen und haben die Bedeutung „Bund“.

Japanisch wird Deutscher Jiu Jitsu Bund also Doku Jūjūtsu Renmei gelesen.

## Graduierungen im DJJB
Die Graduierung bzw. das Können im Jiu Jitsu wird beim DJJB durch die Farbe des Gürtels deutlich. Jeder Jiu Jitsuka fängt zunächst mit einem Weißgurt an und unterzieht sich einer Gürtelprüfung mit festgelegtem Prüfungsprogramm, um zum nächsthöheren Gürtel zu kommen.
Das Prüfungsprogramm des DJJB ist durch die KID vorgegeben, und Prüfungen dürfen nur von Prüfern mit gültiger Prüferlizenz abgenommen werden. Für eine Gürtelprüfung beträgt die Mindestvorbereitungszeit bei den Schülergraden und dem 1. Dan sechs Monate. Bei den Meistergraden steigt die Vorbereitungszeit in Abhängigkeit vom angestrebten Dan-Grad: zum 2. Dan beträgt die Vorbereitungszeit mindestens zwei Jahre, zum 3. Dan mindestens drei Jahre usw.

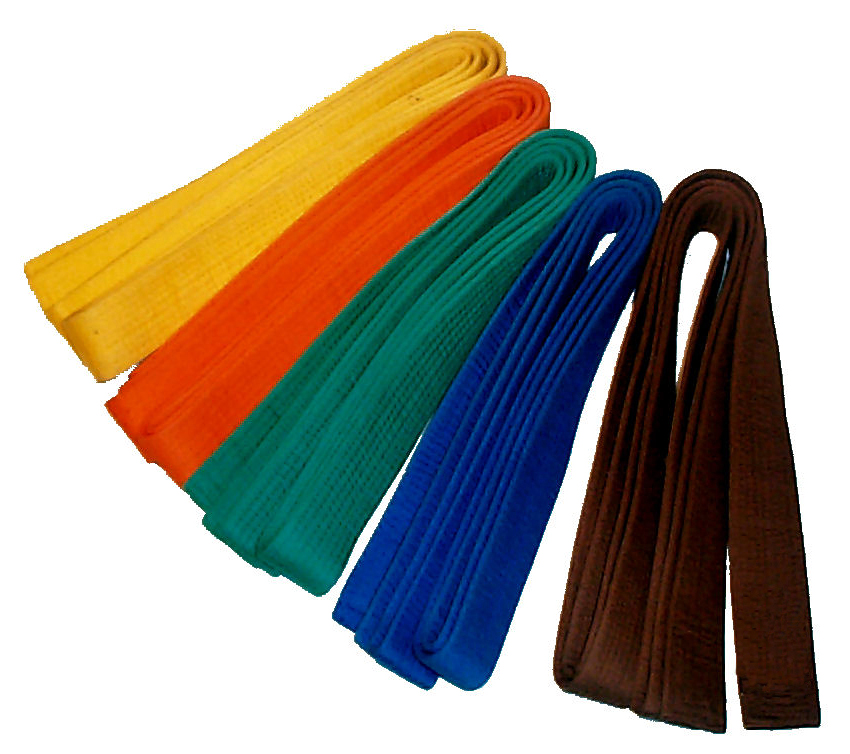
Die Gürtelfarben der Schülergrade beim Jiu Jitsu

Die Gürtelprüfungen der Schüler (Mudansha, Kanji 無段者, wörtlich "Person ohne Dan") werden – bis einschließlich zum Braungurt 2. Streifen (2. Kyu Grad) – von mindestens zwei Lehrern mit gültiger Prüferlizenz im Heimat-Verein abgenommen. Die Prüfung der angehenden Danträger (jap. Yūdansha, Kanji 有段者, wörtlich "Person mit Dan") zum Braungurt 3. Streifen (1. Kyu Grad) ist die erste Prüfung, die vor dem Prüfungskomitee des Deutschen Jiu Jitsu Bundes und der Korporation Internationaler Danträger, dem sog. Dan-Kollegium, abgelegt wird.
Zur Prüfung vor dem Dan-Kollegium wird der Aspirant von seinem Meister angemeldet und nach erfolgreichem Absolvieren eines Dan-Vorbereitungslehrganges zur Prüfung zugelassen. Im Gegensatz zur Kyu-Prüfung, wird zur Dan-Prüfung nicht nur die technische Vorbereitung, sondern auch eine Kata-Vorführung und eine theoretische Ausarbeitung vorausgesetzt. Die Prüfung zum fünften Dan ist die letzte – technische – Prüfung, die vor dem Dan-Kollegium abgelegt werden kann. Weitere Graduierungen werden für außergewöhnliche Leistungen im bzw. für den Verband vom Präsidenten verliehen.

### Prüferlizenz
Die Einführung einer Prüferlizenz im Deutschen Jiu Jitsu Bund ist eine Ergänzung zur Qualitätserhaltung und -steigerung. Die Prüferlizenz eines Danträgers wird durch den jährlichen Besuch eines Kata- und Dan-Lehrgangs sowie eines Prüferlizenz-Lehrgangs alle zwei Jahre um ein Jahr verlängert. Eine jährlich aktualisierte Liste der prüfungsberechtigten KID-Mitglieder befindet sich auf der Homepage des DJJB.

### Schülergrade – Kyu-Grade
Im Deutschen Jiu Jitsu Bund gibt es – durch die Auffächerung des Braungurtes – neun Schülergrade (Kyū-Grade) und nicht wie in anderen Verbänden sechs. Diese Unterteilung dient einer besseren Vorbereitung der Mudansha (Kyu-Grad-Träger) auf den Schwarzgurt:
| Kyū         | 9. Kyū        | 8. Kyū        | 7. Kyū         | 6. Kyū        | 5. Kyū        | 4. Kyū         | 3. Kyū                            | 2. Kyū                           | 1. Kyū                           |
| ----------- | ------------- | ------------- | -------------- | ------------- | ------------- | -------------- | --------------------------------- | -------------------------------- | -------------------------------- |
| Gürtelbild  | Weißer Gürtel | Gelber Gürtel | Oranger Gürtel | Grüner Gürtel | Blauer Gürtel | Brauner Gürtel | Brauner Gürtel mit einem Streifen | Brauner Gürtel mit zwei Streifen | Brauner Gürtel mit drei Streifen |
| Gürtelfarbe | weiß          | gelb          | orange         | grün          | blau          | braun          | braun \| a                        | braun \| b                       | braun \| c                       |

### Kindergrade – Mon-Grade
Für Kinder unter 14 Jahren gibt es zusätzlich zu den vollen Gürtelgraden Zwischenstufen. Beginnende mit dem 7. Mon (Weiß-Gelb) mit einem Mindestalter von 8 Jahren gibt es die Stufen Gelb (6. Mon), Weiß-Orange (5. Mon), Orange (4. Mon), Weiß-Grün (3. Mon), Grün (2. Mon) und Weiß-Blau (1. Mon).

### Meistergrade – Dan-Grade

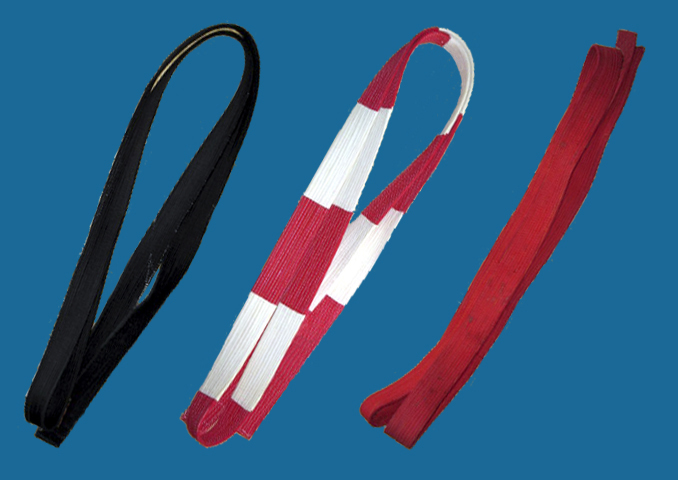
Die Gürtelfarben der Meistergrade beim Jiu Jitsu

Die Aufteilung in zehn Meistergrade (Dan-Grade) ist im Allgemeinen üblich bei japanischen Kampfkunst- bzw. Kampfsportarten. Die hohen Graduierungen im DJJB haben wenige außerordentliche Meister inne und nur der Ehrenpräsident Dieter Lösgen trägt die höchste Graduierung – den 10. Dan.
| Dan-Grad    | 1. Dan           | 2. Dan           | 3. Dan           | 4. Dan           | 5. Dan           | 6. Dan            | 7. Dan            | 8. Dan            | 9. Dan       | 10. Dan      |
| ----------- | ---------------- | ---------------- | ---------------- | ---------------- | ---------------- | ----------------- | ----------------- | ----------------- | ------------ | ------------ |
| Gürtelbild  | Schwarzer Gürtel | Schwarzer Gürtel | Schwarzer Gürtel | Schwarzer Gürtel | Schwarzer Gürtel | Rot-weißer Gürtel | Rot-weißer Gürtel | Rot-weißer Gürtel | Roter Gürtel | Roter Gürtel |
| Gürtelfarbe | schwarz          | schwarz          | schwarz          | schwarz          | schwarz          | rot-              | rot-              | rot-              | rot          | rot          |
| Gürtelfarbe | schwarz          | schwarz          | schwarz          | schwarz          | schwarz          | weiß              | weiß              | weiß              | rot          | rot          |

## Jiu Jitsu Meisterschaften
Seit 1998 finden im DJJB alle zwei Jahre Deutsche Jiu Jitsu Meisterschaften statt. Zunächst hielt der DJJB an der traditionellen und realen Selbstverteidigung ohne Wettkämpfe fest, begründet in der Gefahr, dass durch den Wettkampf wesentliche Inhalte – möglicherweise der Geist der Kampfkunst Jiu Jitsu als solche – verloren gehen könnten:

„Das Streben nach äußerem, meßbarem Erfolg würde vorrangig, und darüber das Streben nach innerer, geistiger Vervollkommnung vernachlässigt oder ganz in Vergessenheit geraten. Wer nur mit dem Ziel übt, andere im Wettkampf zu besiegen, geht den leichten Weg und übersieht, das es schwerer und wertvoller ist, sich selbst zu besiegen.“

Aus diesem Grund entschied sich der DJJB für eine Wettkampfform, die den technischen Vergleich der Wettkämpfer (im Gegensatz zum physischen Vergleich) anstrebt. Dies geschieht in fünf Wettkampfformen, welche nach Alter und Gürtelgrad bzw. Gewicht unterteilt werden.

### Wettkampfformen
- Random Attack – Einzelmeisterschaft; Abwehrtechnik zeigen gegen einen Zufallsangriff aus 40 möglichen Angriffen.
- Pairs – Paarmeisterschaft; Darstellung einer einstudierten zweiminütigen Abfolge von realistischen Angriffen und Abwehrtechniken.
- Team – Mannschaftsmeisterschaft; eine Mannschaft mit maximal zwölf Teilnehmern zeigt eine fünf-minütige artistische Show-Demonstration.
- Jiu Jitsu Kata – Paarmeisterschaft; Formenlauf der Jiu-Jitsu-Katas des DJJB in Abhängigkeit vom Gürtelgrad.

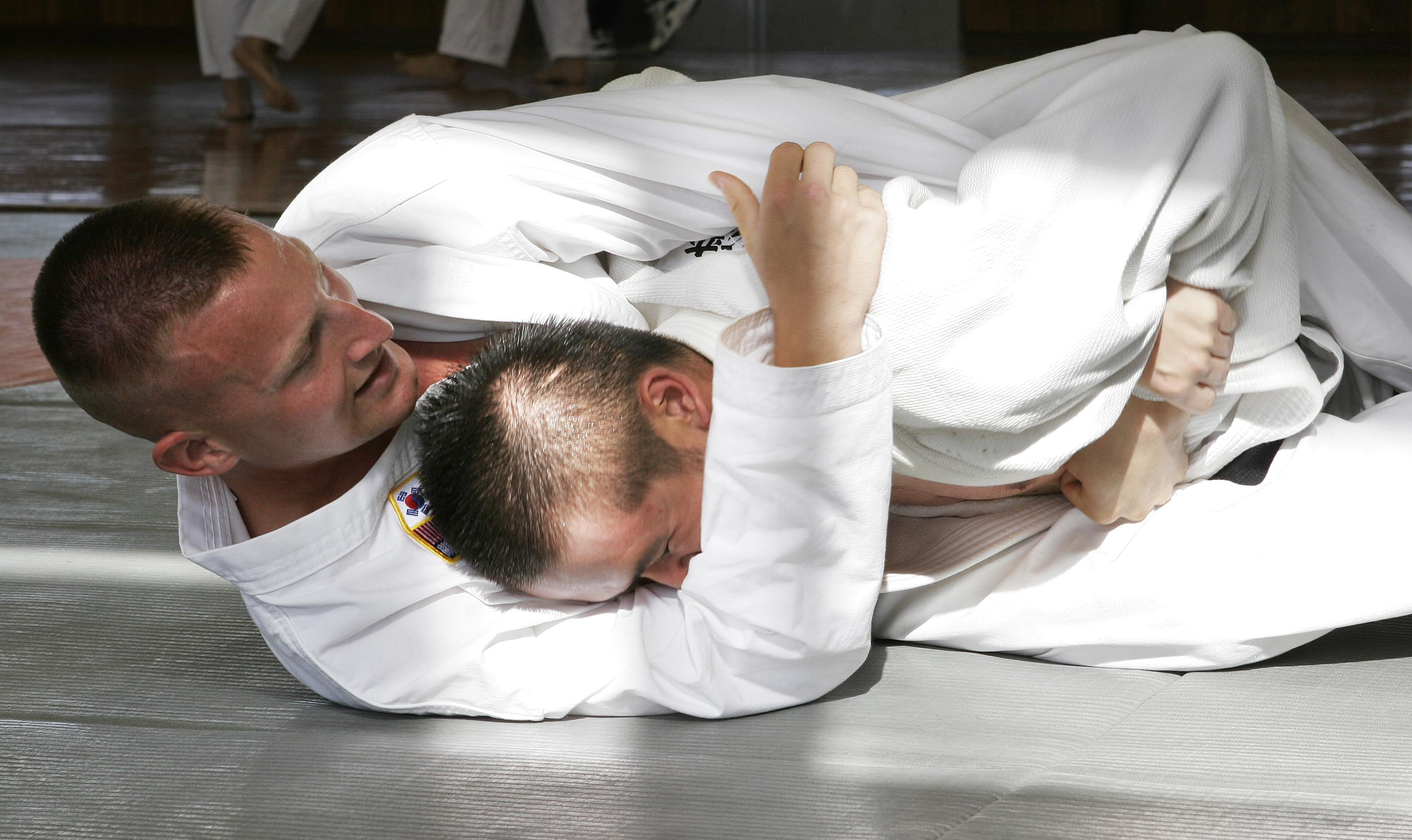
Zwei Bodenkämpfer in Aktion

- Bodenkampf – Einzelmeisterschaft; Wettkampfform ähnlich dem Bodenkampf-System des Gracie Jiu Jitsu; bei den Deutschen Jiu-Jitsu-Meisterschaften 2008 zum ersten Mal.

### Austragungsorte
| Jahr | Ausrichtender Verein | Austragungsort      | Bundesland          |
| ---- | --- | ------------------- | ------------------- |
| 1998 | Turnerbund Bushido Frintrop e. V.                                                                                             | Essen               | Nordrhein-Westfalen |
| 2000 | BUJINDO Mülheim e. V. | Mülheim an der Ruhr | Nordrhein-Westfalen |
| 2002 | Zen-Bogyo-Do e. V. | Otterbach           | Rheinland-Pfalz     |
| 2004 | Jiu-Jitsu-Schule LOTOS e. V.                                                                                                  | Salzwedel           | Sachsen-Anhalt      |
| 2006 | TuS 1905 Arloff-Kirspenich e. V. Abt. Jiu Jitsu                                                                               | Bad Münstereifel    | Nordrhein-Westfalen |
| 2008 | Elseyer TV 1881 e. V. Abt. YAWARE                                                                                             | Hagen-Hohenlimburg  | Nordrhein-Westfalen |
| 2010 | Bushido Mülheim e. V. | Mülheim an der Ruhr | Nordrhein-Westfalen |
| 2012 | PSV Krefeld 1925 e. V. Abt. Jiu Jitsu                                                                                         | Krefeld             | Nordrhein-Westfalen |
| 2014 | Turnerbund Bushido Frintrop e. V.                                                                                             | Essen               | Nordrhein-Westfalen |
| 2016 | BUJINDO Mülheim e. V., Bushido Mülheim e. V., Styrumer Turnverein von 1880 e. V., TSV Viktoria 1898 e. V. Mülheim an der Ruhr | Mülheim an der Ruhr | Nordrhein-Westfalen |
| 2018 | VFB Erftstadt - ZANSHIN-DOJO                                                                                                  | Erftstadt           | Nordrhein-Westfalen |
| 2024 | Zen-Bogyo-Do e. V. | Otterbach           | Rheinland-Pfalz     |